# Orthopsyllus dubius
Orthopsyllus dubius is een eenoogkreeftjessoort uit de familie van de Orthopsyllidae. De wetenschappelijke naam van de soort is voor het eerst geldig gepubliceerd in 1964 door Vervoort.